# Abraham Wuchters

Drottning Kristina (1661) av Abraham Wuchters.

Abraham Wuchters, född omkring 1610 sannolikt i Antwerpen, död 23 maj 1682 i Köpenhamn, var en nederländsk-dansk målare och ritmästare.

## Biografi
Wuchters var gift första gången i Zwolle 1635 med en dansk änka, troligen en syster till Karel van Mander. Andra giftet från omkring 1647 var med Marie Hansdatter och slutligen från 1683 med Elisabeth Römers, änka efter Karel van Mander. Wuchters som var av nederländsk härkomst fick troligen sin första utbildning till målare i Antwerpen men man vet av bevarade handlingar att han var verksam i Amsterdam 1636 och 1637 innan han flyttade till Danmark 1638 där han var bosatt fram till sin död med undantag av ett mindre antal resor till andra länder. Han var anställd som ritmästare vid Sorø akademi 1639–1662 och var från 1640 nära knuten till det danska hovet och blev hovmålare hos Frederik III 1648 och från 1671 hos Kristian V. I samband med en resa till Nederländerna vistades han en tid i Hamburg 1656–1657 och han lånades ut av Frederik III till drottning Kristina 1660 som i sin tur överlät honom till änkedrottning Hedvig Eleonora 1661 där han var i tjänst till 1662 då ett respass för återresa till Danmark utfärdades. Wuchters var huvudsakligen porträttmålare även om andra motiv förekommer och man kan tydligt se att han tagit intryck av mästare som Frans Hals, Michelangelo Merisi da Caravaggio och Anthonis van Dyck när det gäller de poserande ställningarna medan landskapsbakgrunderna bär spår av Hercules Seghers och Rembrandt Harmenszoon van Rijn. 
Han förde det realistiska nederländska barockmåleriet till Norden i sina karaktärsfulla kungliga porträtt, bland annat i ett berömt porträtt av drottning Kristina från 1661 som idag hänger på Skoklosters slott. Wuchters är representerad vid Nordiska museet, Nationalmuseum, Uppsala universitet, Malmö museum, Kalmar slott, Gripsholm, Frederiksborgs slott, Amalienborg, Rosenborgs slott, Nasjonalgalleriet i Oslo och Statens Museum for Kunst i Köpenhamn.